# Lijst van voetbalinterlands Malta - Tsjechië
Deze lijst van voetbalinterlands is een overzicht van alle officiële voetbalwedstrijden tussen de nationale teams van Malta en Tsjechië. De landen hebben tot op heden elf keer tegen elkaar gespeeld. De eerste ontmoeting was een kwalificatiewedstrijd voor het Europees kampioenschap voetbal 1996 in Ostrava op 6 september 1994. Het laatste duel, een vriendschappelijke wedstrijd, vond plaats op 7 juni 2024 in Grödig (Oostenrijk). Voor het Tsjechisch voetbalelftal was dit een oefenwedstrijd in de voorbereiding op het Europees kampioenschap voetbal 2024.

## Wedstrijden
| №  | Plaats   | Datum             | Competitie           | Wedstrijd        | Uitslag |
| -- | -------- | ----------------- | -------------------- | ---------------- | ------- |
| 1  | Ostrava  | 6 september 1994  | EK 1996 kwalificatie | Tsjechië − Malta | 6 − 1   |
| 2  | Ta' Qali | 12 oktober 1994   | EK 1996 kwalificatie | Malta − Tsjechië | 0 − 0   |
| 3  | Teplice  | 18 september 1996 | WK 1998 kwalificatie | Tsjechië − Malta | 6 − 0   |
| 4  | Ta' Qali | 24 september 1997 | WK 1998 kwalificatie | Malta − Tsjechië | 0 − 1   |
| 5  | Ta' Qali | 11 oktober 2000   | WK 2002 kwalificatie | Malta − Tsjechië | 0 − 0   |
| 6  | Teplice  | 5 september 2001  | WK 2002 kwalificatie | Tsjechië − Malta | 3 − 2   |
| 7  | Jablonec | 5 juni 2009       | Vriendschappelijk    | Tsjechië − Malta | 1 − 0   |
| 8  | Pilsen   | 12 oktober 2012   | WK 2014 kwalificatie | Tsjechië − Malta | 3 − 1   |
| 9  | Ta' Qali | 11 oktober 2013   | WK 2014 kwalificatie | Malta − Tsjechië | 1 − 4   |
| 10 | Kufstein | 27 mei 2016       | Vriendschappelijk    | Tsjechië − Malta | 6 − 0   |
| 11 | Grödig   | 7 juni 2024       | Vriendschappelijk    | Tsjechië − Malta | 7 − 1   |

## Samenvatting
| Competitie        | Totaal gespeeld | Winst Malta | Gelijk | Winst Tsjechië | Doelsaldo Malta – Tsjechië |
| ----------------- | --------------- | ----------- | ------ | -------------- | -------------------------- |
| WK-kwalificatie   | 6               | 0           | 1      | 5              | 4 − 17                     |
| EK-kwalificatie   | 2               | 0           | 1      | 1              | 1 − 6                      |
| Vriendschappelijk | 3               | 0           | 0      | 3              | 1 − 14                     |
| Totaal            | 11              | 0           | 2      | 9              | 6 − 37                     |

## Details

### Tiende ontmoeting
| Vriendschappelijk (Kufstein, Oostenrijk, 27 mei 2016): |       |       |
| Tsjechië | 6 – 0 | Malta |
| Jaroslav Plašil 15' Milan Škoda 21' Roman Hubník 40' David Lafata 74' Tomáš Necid 81' Patrik Schick 90+1' | goals |       |
| - Debuut van Patrik Schick (FC Bohemians 1905) voor Tsjechië. - Doelman Petr Čech passeert Karel Poborsky als Tsjechisch recordinternational met zijn 119de interland. - Debuut van Cain Attard (Birkirkara) en Luke Gambin (Barnet FC) voor Malta. |       |       |